# Pero Cameron
Sean Pero MacPherson Cameron (* 5. Juni 1974 in Tokoroa) ist ein neuseeländischer Basketballtrainer und ehemaliger -spieler.

## Laufbahn

### Spieler
Cameron, dessen Vorfahren teils von der Insel Niue kamen, teils maorischer und schottischer Abstammung waren, ist der Sohn eines Rugbyspielers und einer Basketballspielerin.
Der zweite Meter große Flügelspieler nahm mit der neuseeländischen Nationalmannschaft an den Olympischen Spielen 2000 und 2004 teil. Bei der Weltmeisterschaft 2002 wurde Cameron mit Neuseeland überraschend Vierter, das bis dahin beste WM-Ergebnis der Auswahl. Der Flügelspieler erzielte während des Turniers in den Vereinigten Staaten 14,7 Punkte, 5 Rebounds und 3,6 Korbvorlagen je Begegnung und wurde als einer der fünf besten Spieler der Veranstaltung ausgezeichnet. Cameron spielte auch bei den WM-Turnieren 2006 und 2010 für sein Land, er war zeitweise Spielführer der neuseeländischen Auswahl. Cameron wog während seiner Spielerlaufbahn teils rund 130 Kilogramm und nutzte seine Körpermasse zu seinen Gunsten aus, des Weiteren verfügte er über einen guten Distanzwurf. Seinen Mangel an Schnelligkeit machte er durch seinen Einsatzwillen, sein Spielverständnis, seine Nervenstärke sowie sein gutes Stellungsspiel wett. Seine guten Leistungen bei der WM 2002 weckten das Interesse von Mannschaften der nordamerikanischen Liga NBA, zu einem Wechsel Camerons in die NBA kam es aber nie.
Auf Vereinsebene spielte er in seinem Heimatland bei den Waikato Warriors (1992/93), den Auckland Stars/Rebels (1994 bis 2000), den Waikato Titans/Pistons (2001 bis 2009) und den New Zealand Breakers (2003 bis 2005). 1995/96 war er Spieler der Ipoh Red Eagles in Malaysia, von 1999 bis 2003 gehörte er der englischen Mannschaft Chester Jets in der British Basketball League (BBL) an, im Spieljahr 2005/06 verstärkte er den türkischen Verein Banvit Basketbol Kulübü, 2007 spielte er bei Mahram Teheran im Iran und von 2007 bis 2010 bei der australischen Mannschaft Gold Coast Blaze. Aufgrund der Austragung der Ligen zu unterschiedlichen Jahreszeiten stand Cameron während seiner Laufbahn teils in einem Jahr bei mehreren Vereinen unter Vertrag.
Er gewann als Spieler neun neuseeländische Meistertitel (1995, 1996, 1997, 1999, 2000, 2001, 2002, 2008, 2009), in der Saison 2001/02 wurde er mit Chester britischer Meister. In der neuseeländischen Liga NBL wurde er 1993, 1994, 1995, 1997 und 1999 jeweils als bester einheimischer Spieler ausgezeichnet. 2002 war Cameron maorischer Sportler des Jahres.

### Trainer
Cameron schlug eine Trainerlaufbahn ein und war von 2010 bis 2013 Cheftrainer der Wellington Saints in Neuseeland. 2010 und 2011 führt er die Mannschaft zum Gewinn des Meistertitels und wurde 2010 als Trainer des Jahres der neuseeländischen Liga ausgezeichnet. In den Jahren 2011 und 2012 gehörte er als Assistenztrainer zum Stab von Gold Coast Blaze. 2013 trat er eine Stelle am Hillcrest Christian College im australischen Bundesstaat Queensland an. 2014 betreute wieder als hauptverantwortlicher Trainer die Waikato Pistons, 2015 erneut die Wellington Saints, von 2016 und 2017 war als Trainer bei den Gold Coast Rollers tätig.
Im Dezember 2019 wurde er Cheftrainer der neuseeländischen Nationalmannschaft und damit Amtsnachfolger seines Freundes und früheren Mitspielers Paul Henare. Ende Dezember 2022 wurde er zusätzlich Assistenztrainer der Brisbane Bullets in der NBL. Als Trainer der neuseeländischen Nationalmannschaft berief Cameron seinen Sohn Flynn ins Aufgebot für die Weltmeisterschaft 2023. Im August 2024 endete seine Amtszeit als neuseeländischer Nationaltrainer. Er führte die Auswahl innerhalb von fünf Jahren zu 22 Siegen und 16 Niederlagen.
Zur Saison 2024/25 trat er das Traineramt bei den Ningbo Rockets in der Volksrepublik China an.

### Ehrungen
2011 erhielt er den Verdienstorden Neuseelands, 2017 wurde Cameron als erster neuseeländischer Spieler in die Ruhmeshalle des Basketballweltverbandes FIBA aufgenommen.